# Dilana
Dilana (Johannesburg, 1972. augusztus 10. –) dél-afrikai énekesnő, dalszerző. Los Angelesben él. A CBS „Rock Star: Supernova” című valóság-showjának második helyezettje volt.

## Lemezek

### Albumok
- Wonderfool (2000)
- Inside Out (2009)
- Beautiful Monster (2013)
- Live in Africa DVD (2016)

### Kislemezek
- Dancing in the Moonlight (1996)
- Do You Now (2000)
- To All Planets (2000)
- The Great Escape (2000)
- Roxanne (2006)
- Killer Queen (2006)
- Holiday (2007)

## Díjak
- 2007: FM 957 People's Choice Award
- 2010: Action on Film International Film Festival
- 2010: American International Film Festival